# Ommatius neotenellus
Ommatius neotenellus là một loài ruồi trong họ Asilidae. Ommatius neotenellus được Bromley miêu tả năm 1936. Loài này phân bố ở vùng nhiệt đới châu Phi.